# WWE-pay-per-viewevenementen 2010
De WWE-pay-per-viewevenementen in 2010 bestond uit professioneel worstelevenementen, die door de WWE werden georganiseerd in het kalenderjaar 2010.
In 2010 organiseerde, toen de World Wrestling Entertainment genaamd, vijf nieuwe evenementen georganiseerd: Elimination Chamber, Extreme Rules, Over the Limit, Fatal 4-Way en Money in the Bank. Ze vervingen respectievelijk van No Way Out, Backlash, Judgment Day, The Bash en Breaking Point in 2009.

## WWE-pay-per-viewevenementen in 2010
| Datum             | Evenement                     | Locatie                           | Stad                   |
| ----------------- | ----------------------------- | --------------------------------- | ---------------------- |
| 31 januari 2010   | Royal Rumble                  | Philips Arena                     | Atlanta                |
| 21 februari 2010  | Elimination Chamber           | Scottrade Center                  | Saint Louis (Missouri) |
| 28 maart 2010     | WrestleMania XXVI             | University of Phoenix Stadium     | Glendale (Arizona)     |
| 25 april 2010     | Extreme Rules                 | 1st Mariner Arena                 | Baltimore (Maryland)   |
| 23 mei 2010       | Over the Limit                | Joe Louis Arena                   | Detroit (Michigan)     |
| 20 juni 2010      | Fatal 4-Way                   | Nassau Veterans Memorial Coliseum | Uniondale (New York)   |
| 18 juli 2010      | Money in the Bank             | Sprint Center                     | Kansas City (Missouri) |
| 15 augustus 2010  | SummerSlam                    | Staples Center                    | Los Angeles            |
| 19 september 2010 | Night of Champions            | Allstate Arena                    | Rosemont (Illinois)    |
| 3 oktober 2010    | Hell in a Cell                | American Airlines Center          | Dallas (Texas)         |
| 24 oktober 2010   | Bragging Rights               | Target Center                     | Minneapolis            |
| 20 november 2011  | Survivor Series               | American Airlines Arena           | Miami                  |
| 19 december 2010  | TLC: Tables, Ladders & Chairs | Toyota Center                     | Houston (Texas)        |